# John e Joseph Manton
John Manton (1780 – 1834) e suo fratello minore
Joseph Manton (1760 – 1835) furono due armaioli inglesi vissuti a Londra.
La famiglia Manton fornì diverse armi alla corte reale, tra cui armi da caccia. A John succedette il fratello, che aprì una succursale a Calcutta, in India, a quel tempo colonia britannica. Joseph, inoltre, mise a punto l'acciarino a disco nel 1816 e l'acciarino a tubetto nel 1818.

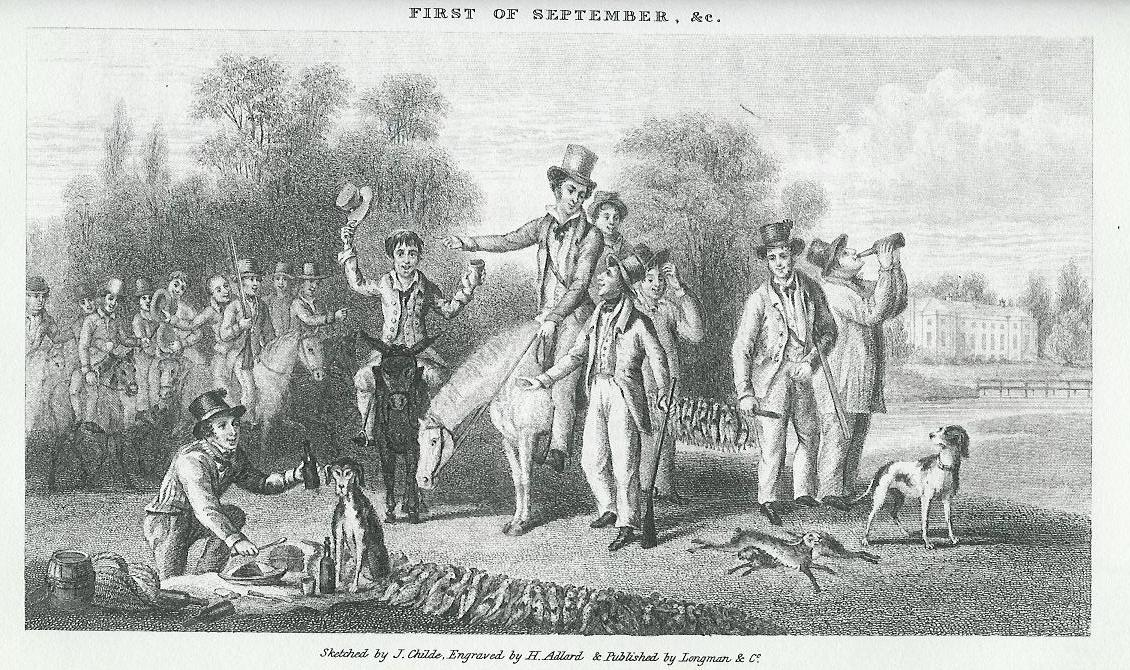
Un'incisione di H. Adlard da uno schizzo di J. Childe raffigurante una battuta di caccia il 1 settembre 1827. Joseph Manton e il colonnello Peter Hawke rraffigurati insieme a molti altri.